# AB Svenska Biografteatern
AB Svenska Biografteatern, i dagligt tale kaldet for Svenska Bio, var et svensk filmselskab virksomt i perioden 1907-1919.
Aktieselskabet blev grundlagt som en omstrukturering af Handelsbolaget Kristianstads Biograf-Teater med en aktiekapital på 150.000 svenske kroner og N.H. Nylander som første direktør. I starten havde selskabet omkring tyve biografer og 170 ansatte, men efter kun to år var forretningen vokset til omkring fyrre biografer lander over.
Selskabet havde hovedsæde i Kristianstad og arbejdede med import og produktion af film, samt med biografdrift. I 1911 flyttede selskabet til Lidingö, og i 1919 blev det sammenlagt med selskabet Filmindustri AB Skandia til det nye selskab Svensk Filmindustri.
I 1910-tallet blev Svenska Biografteatern kendt for film instrueret af Victor Sjöström og Mauritz Stiller.

## Produktion
- Värmlänningarne (1909) – Carl Engdahl
- Fänrik Ståls sägner (film, 1910) (1909) – Carl Engdahl
- Bröllopet på Ulfåsa I (1910) – Carl Engdahl
- Bröllopet på Ulfåsa II (1910) – Gustaf Linden
- Regina von Emmeritz och Konung Gustaf II Adolf  (1910) – Gustaf Linden
- Järnbäraren (1910) – Gustaf Linden
- Dödsritten under cirkuskupolen (1912) – Georg af Klercker
- De svarta maskerna (1912) – Mauritz Stiller
- Ingeborg Holm (1913) – Victor Sjöström
- Miraklet (1914) – Victor Sjöström
- Prästen (1914) – Victor Sjöström
- Strejken (1915)|Strejken (1915) – Victor Sjöström
- Madame de Thèbes (1915) – Mauritz Stiller
- Balettprimadonnan (1916) – Mauritz Stiller
- Terje Vigen (1917) – Victor Sjöström
- Tösen från Stormyrtorpet (1917) – Victor Sjöström
- Thomas Graals bästa film (1917) – Mauritz Stiller
- Thomas Graals bästa barn (1918) – Mauritz Stiller
- Berg-Ejvind och hans hustru (1918) – Victor Sjöström
- Sången om den eldröda blomman (1919) – Mauritz Stiller
- Herr Arnes pengar (1919) – Mauritz Stiller
- Ingmarssönerna (1919) – Victor Sjöström
- Hans nåds testamente (1919) – Victor Sjöström
- Fiskebyn (1920) – Mauritz Stiller
- Klostret i Sendomir (1920) – Victor Sjöström
- Karin Ingmarsdotter (1920) – Victor Sjöström